# Veronika Bilgeri
Veronika Bilgeri (Bad Tölz, 25 de enero de 1966) es una deportista alemana que compitió para la RFA en luge en la modalidad individual.
Ganó dos medallas en el Campeonato Europeo de Luge de 1988, oro en la prueba por equipo y plata en la individual. Participó en los Juegos Olímpicos de Calgary 1988, ocupando el cuarto lugar en la prueba individual.

## Palmarés internacional
| Campeonato Europeo | Campeonato Europeo | Campeonato Europeo | Campeonato Europeo |
| Año                | Lugar              | Medalla            | Prueba             |
| ------------------ | ------------------ | ------------------ | ------------------ |
| 1988               | Königssee (RFA)    | Medalla de oro     | Equipo             |
| 1988               | Königssee (RFA)    | Medalla de plata   | Individual         |